# テイルズ オブ ファンタジア
『テイルズ オブ ファンタジア』（Tales of Phantasia、略称：TOP / ファンタジア）は、1995年12月15日にナムコから発売されたスーパーファミコン（以下SFC）用RPG。ゲームボーイアドバンス版・PlayStation Portable版における公称ジャンル名は「伝説のRPG」。
大容量カートリッジによるキャラクターの音声や挿入歌といった演出や、コマンド操作とアクション要素を取り入れた横画面戦闘「リニアモーションバトルシステム」を主な特徴としている。1998年での本作のPlayStationへのリメイク移植では、1997年に同ゲームハードで発売された第2作『テイルズ オブ デスティニー』（1997年）に倣い、プロダクションI.Gによるムービー追加、音声関連の演出拡充・強化等がなされ、シリーズの方向性を決定づけた。

## 概要
テイルズ オブ シリーズ第1作。主人公クレスとその仲間たちが、復活した魔王ダオスを倒すための方法を探すため、時を越えて様々な時代を旅するRPG。世界観には北欧神話のキーワードが盛り込まれ、SF要素も加味されている。作中には前述した北欧神話由来の単語のほか、小説『エターナル・チャンピオン』を想起させる設定、ネクロノミコンという名称の武器など、欧米系ファンタジーのギミックが散りばめられている。
SFC用作品でありながら、オープニングに歌を起用、声優による音声収録といったアニメのような作風であることが話題になった。キャラクターデザインは藤島康介。戦闘システムは、当時人気を博していた格闘ゲームに影響されたと思われるリニアモーションバトルシステム (LMBS)というアクションゲームのようなものとなっている。
SFC版の発売後も様々な機種で移植作品が発売されており、1998年に発売されたPlayStation版では追加要素に加えて部分的な手直しがされたリメイクに当たる。また、1997年に発売された次回作『テイルズ オブ デスティニー』で登場したキャラクター同士が雑談をするアクティブパーティウィンドウを改良したフェイスチャットというシステムがPlayStation版では取り入れられている。アクティブパーティウィンドウではキャラクターが戦闘時のグラフィックと同じもので会話していたが、フェイスチャットでは新たに書き起こされた顔のグラフィックで会話を行う。顔の感情表現を含めて会話することで臨場感を高めた形になり、以降のシリーズ作品で定番要素として採用されている。
その他のメディア展開では、2004年から2006年にかけてはOVA化、2008年から2009年にかけては漫画化された。

## システム（SFC版）
移植作品については#移植・リメイクを参照。
戦闘システム
リニアモーションバトルシステム (LMBS)。 詳細はテイルズ オブ シリーズ#戦闘システムを参照。
フードサック
「食料袋」の意。パンや肉、果物といった食べ物系のアイテムを使用するとフードサックに補充され、歩くごとにHPが回復する。

## ストーリー
ある日、トーティスの村に住む剣士の少年クレス・アルベインは、親友チェスター・バークライトと一緒に村の南にある森へ狩りに行く。ところが、猪を仕留めた時に村で異変が起きていた。危急を告げる半鐘の音を聞いて帰って来たクレスとチェスターの目に映ったのは壊滅した村と何者かによって虐殺された村人達であり、瀕死のクレスの両親と事切れたチェスターの妹アミィの姿だった。そして2人は、村が襲われた原因が、クレスがかつて父親から誕生日のプレゼントとして貰ったペンダントにある事を知る。
クレスとチェスターは2人で両親と村人達の仇を取ることを誓い、クレスはペンダントを手に、村人たちを埋葬するチェスターと一度別れ、父の遺言に従ってユークリッドの都に住む伯父オルソンの下へ身を寄せ、村を襲った者達の手掛かりを探す。しかし、実はオルソンは村を襲った者達に脅されており、クレスを裏切り、クレスは彼等に引き渡されてしまう。オルソンはクレスを裏切った事に責任を感じたが、妻ジョアンと共に口封じのため命を奪われる。そしてクレスは、トーティスの村を襲った張本人である黒鎧騎士の隊長であるマルス・ウルドールにペンダントを奪われる。装備を奪われ地下牢に入れられたクレスは、同じように地下牢に囚われていた法術師の少女ミント・アドネードの母親であるメリルの声に導かれ、彼女の形見のイヤリングの力を借りて牢を脱出し、ミントを救出。2人で地下牢から何とか脱出するも、その道中魔物に不意をつかれたミントを庇ってクレスがその毒を浴びて意識を失ってしまう。一方、村を襲ったマルス・ウルドールは奪ったペンダントを使って、地下墓地である儀式を行おうとしていた。クレスとメリルの持つペンダントは、伝説の魔王ダオスの封印を解く為に必要な物だったのだ。
窮地に陥ったクレス一行を介抱したトリニクス・D・モリスンは、クレスとミントの両親とは知人であったと話す。モリスンの質問にペンダントが奪われた事情を告げると、モリスンは単身地下墓地へ向かってしまう。マルスの企みを阻止しようと、モリスンの家で合流したチェスターを加えて地下墓地へ向かうクレス達だったが、間に合わず、ダオスは復活してしまった。だが、実はマルスはダオスに操られていただけで、クレス達は全てダオスの仕業だった事実を知る。復活したダオスは用済みとなったマルスを殺害し、クレス達まで殺そうとするが、チェスターが捨て身でダオスの詠唱を止め、間一髪でクレスとミントはモリスンの法術で過去へ飛ばされる。
過去の世界で目覚めたクレスとミントは、転移直前に渡されたモリスンの本を頼りにダオスを倒すための旅に出る。まずユークリッド村に住む召喚術の研究者クラース・F・レスターを仲間に加え、彼の助力を得るため、風の精霊・シルフとの契約に挑戦するべくローンヴァレイへ向かう。ローンヴァレイに住む気象学者バートから契約の指輪を受け取り、谷に入ったかもしれないという娘の捜索を頼まれた3人は、瘴気に侵された谷を元に戻し、シルフとの契約を果たして少女の不在を確かめた後、シルフの言葉に従い、精霊の森で世界樹ユグドラシルに宿る精霊・マーテルと話す。マナ枯渇の危機を訴えたマーテルの言葉に、自分たちの時代で枯れかけた大木を見たことを思い出すクレス。しかし、今は何も打つ手がないため、一行は新たな契約の指輪を求めてアルヴァニスタ王国へ向かう。
アルヴァニスタ王国へ向かうその途中、立ち寄ったハーメルの町は何者かの襲撃で壊滅しており、3人は町の唯一の生存者であるリアと名乗る少女から事情を聞く。リアは襲撃者がデミテルという魔術師であること、彼がベネツィアの方へ去っていったことを告げ、クレスとミントは彼女を自分達と重ねて敵を討つことを決める。リアを加えてたどり着いたベネツィアで、デミテルが西の孤島に館を構えていることを突き止めた一行は、そこに乗り込みデミテルを討つ。その直後、リアの様子が急変し倒れてしまう。実はリアは既に死者であり、行方不明だったバートの娘であるハーフエルフのアーチェ・クラインがリアの魂を憑依させていたのだった。リアの昇天後、父に事情を話したアーチェは、クレス一行に強引に同行を申し出て、共にアルヴァニスタへ向かうことになった。
アルヴァニスタへ向かう連絡船に乗った一行は、船の中でアルヴァニスタの王子が魔族に操られているために、開戦を前にして同盟者であるミッドガルズのために動けないという不穏な噂があることを知る。そして入国後ある計画を練り、王子を魔族から解放した一行は、王からモーリア坑道の探索許可証を発行してもらい、各地にいる精霊・ウンディーネ、ノーム、イフリートと契約、モーリア坑道にいる精霊・マクスウェルとの契約にも成功。その後、王宮魔術師であるルーングロムの紹介状を手に、ヴァルハラ戦役のため各地を放浪している、この時代のモリスン家の者であるエドワード・D・モリスンと出会う。そして、エルフの長・ブラムバルドの協力を得て、モーリア坑道で見つけた指輪を里の奥にあるトレントの森で修復した一行は、クラースの念願だった月の精霊・ルナとの契約にも成功。
ダオス軍との戦闘準備に備えるミッドガルズに戻ったクレス一行は、宣戦布告に来たダオス軍の先兵に遭遇。子供を人質にエドワードとクレス一行に自害を要求するが、エドワードが子供を逃がすも致命傷を負い、クレス一行に後事を託して敵を撒き込み自爆する。結果的に自分たちが関わったことで歴史が変わり、志半ばで倒れたエドワードの代わりにクレス一行がヴァルハラ戦役に加わり、ダオス城へ乗り込んだ。しかしダオスを追い詰めたところで、時間転移で未来へ逃げられてしまったため、一行は現代に戻るための術を探すことに。ルーングロムから渡された鍵を使い、エドワードの研究室を調べた一行は、ベネツィアの沖合いに沈むという超古代都市トールのシステムを使えばクレス達の時代へ戻れるのではという結論に達する。
だが一つ問題があった。魔科学とそれを利用したダオス軍との戦闘の結果大量のマナを消費した影響で、クレス達の時代へ渡ってもユグドラシルが枯れてしまえばマナを必要とする召喚術や魔術は使えないのだ。そしてミントは、法術師の象徴・ユニコーンの力を借りてユグドラシルをよみがえらせることを思いつく。ユニコーンは白樺の森に住み、清き乙女にしか会わないという情報を得た一行は、ダオス城の近くにある白樺の森へ向かった。無事にユニコーンと出会えたミントだが、説得中に魔物が現れ、ユニコーンを襲う。危機に気づいて合流したクレス達によって魔物は倒されたが、ユニコーンは息絶える寸前だった。しかし、ミントの心に打たれたユニコーンはその角に自分の力を込め、杖としてミントに授ける。ユグドラシルをよみがえらせる術を得た一行は一旦精霊の森へ戻り、ユグドラシルに増幅した回復法術をかけ枯れる問題を一時的に解決。その後、ベネツィア沖からウンディーネの力を借りて海底のトールへ向かい、マザーコンピュータを再起動させて都市を海面に浮上させる。そしてタイムワープというシステムを使ってクレス達の元の時代へ渡り、クレスとミントが過去へ飛ばされた直後の地下墓地にてダオスとの戦闘に突入した。
ダオスを倒したと同時に突如地下墓地が崩壊し始め、ギリギリのところで脱出した一同。数日後、モリスンの家に集いクラースとアーチェに過去への帰還の前に最後の言葉を交わす一同であったが、その直後、隕石が各地に降りそそぐのを目撃。同時に、未来からの使者・ハリソンと出会う。ハリソンはダオスが50年後の未来で生きていること、伝承の存在となった勇者であるクレス一同に協力を仰ぐためにやってきたことを伝え、チェスターを仲間に加えた一行は浮上したトールのシステムを利用して未来へ渡る。
未来の世界へ渡ったクレス一行は、ハリソンに導かれ、アルヴァニスタへ向かうためベネツィアまでやってきた。そこで海上は既にダオスの勢力下にあり、連絡船が使えないと知らされる。そして、あることを思いついたハリソンによって一旦ユークリッドに戻り、この時代では既に滅んでいるミッドガルズの遺産である魔科学を研究する国営の研究所へ。そこで飛行機械レアバードの存在を知るも、研究者・スタンリーにアルヴァニスタまで行けるほどの能力はないと言われ、強化のために雷の精霊・ヴォルトを探してきて欲しいと頼まれる。スタンリーから契約の指輪を受け取った一行は、モリスン邸の裏手にある洞窟へ向かい、ヴォルトと契約を果たす。
ユークリッドへ戻った一行はヴォルトの力でレアバードとアーチェの箒を強化し、一路アルヴァニスタへ。そこでルーングロムと再会した一行は彼とアルヴァニスタ王から、ダオスが行使する時空転移を封じる方法として古代文明の資料を参考に、その時代で大戦を収めるために使用された武具を融合させて誕生する時間を操る魔剣の存在を知らされる。魔術研究室で魔剣に必要な三種の武具の具体的な話を聞き、既に持っているダイヤモンドの指輪の他、かつてトールと並ぶ超古代都市があったフリーズキールの町と炎の塔、そこにはそれぞれ氷の剣と炎の剣が眠っているという情報を得た一行はそれらを集め、融合させるために再びエルフの里の奥にあるトレントの森を目指す。過去で指輪を修復した場所に着いた一行は精霊の王・オリジンとの戦闘を経て、時間を操る魔剣エターナルソードを手に入れ、オリジンとも契約した。
その後、アルヴァニスタの調査隊が闇に包まれた町・アーリィの鉱山跡で宙に浮くダオス城を目撃したという情報から、一行はアーリィを目指す。しかし、時間の狭間にあるダオス城へは普通の方法では入れない。エターナルソードの力で時間の狭間から引き出した城へ乗り込んだ一行は、最上階でまみえたダオスから彼の素性と目的を知らされる。ダオスの目的とは別に、クレス一行はダオスが復活する過程で犠牲となった人たちのため、最終決戦に挑む。
ダオスを倒し世界に平和を取り戻した一行は、世界樹にミントの法術をかけ、マナの流出を抑制した後、エターナルソードの力でそれぞれの時代に戻っていった。そして時が過ぎ、世界樹から大いなる実りが生まれた時、マーテルはそれにダオスの亡骸を乗せ、デリス・カーラーンへ送り出したのだった。

## 世界設定
本作には、北欧神話に由来する場所や物品が数多く登場する。ゲーム内では「イシュタル伝説」と呼ばれている事柄と密接な関係がある。
物語内ではアセリア暦と呼ばれる暦が使われている（舞台となる年代は4200年頃から4350年頃まで）。また数千年前の昔には超古代文明（オーディーン、フェンリル、トール）が栄えており、そこでは作品の舞台となる惑星は「地球」と呼称され、太陽暦が使われていた。その三カ国による大戦はラグナロックと呼ばれ、数千年を経ても語り継がれている。また本作は『テイルズ オブ シンフォニア』と同じ世界軸と時間軸に存在することが公言されており、共通する人物名や物が存在する。ただし二作品には一部設定の違いなどもあり並行世界か過去未来の関係にあるかは説明し切れていない。
歴史改変に伴うタイムパラドックスの問題については明示されていない。ゲーム本編の描写は「一本の歴史の流れにおいてクレス達のタイムスリップの影響によって変化が生じたが、元の流れに大きな影響が生じるほどではない」といった雰囲気の変更型である。
また、本作で重要となる時間転移に関してだが、トリニクス・D・モリスンは時間転移を法術と言う。本編では、モリスンが使う時空転移は、法術寄りの魔術として扱われており、ユグドラシルが枯れた（マナ枯渇）状態でもトリニクスが使用している。

## 用語
世界樹ユグドラシル（せかいじゅユグドラシル）
南ユークリッド大陸に聳える世界樹兼大樹。精霊マーテルが宿る。魔力の源であるマナを供給する唯一の存在。これが枯れた際は世界から魔法と精霊は消滅してしまう。ダオスはこの樹を大樹カーラーンと呼ぶ。
デリス・カーラーン
ダオスの母星で総人口は約10億人。本作の続編である『テイルズ オブ ファンタジア なりきりダンジョン』によると過去に大戦争があり、その戦争の結果マナと15万人の人命が失われたという悲しい歴史を持つ。『テイルズ オブ シンフォニア』では星自体がマナで出来た彗星だった。
シルヴァラント&テセアラ
この惑星の双子の衛星。フィールドマップでの戦闘時に見ることが出来る二つの月。大きい方がシルヴァラント（公転周期は約35日）、小さい方がテセアラ（公転周期は約42日）。『テイルズ オブ シンフォニア』では舞台になる世界の名前として登場している。
エルフ
この世界では人と同サイズの種族。耳が尖がっているため、判別は容易。例外なく美しい容貌の持ち主である。基本的に争いを嫌う穏やかな人々。寿命も長く、千年以上の時間を生きる。また、マナを紡ぐ力を持ち魔術を行使できる。"過去編"の十数年前までは人間社会で生活する者もいたが、現在はユミルの森に集住している。『テイルズ オブ シンフォニア』では、巨大彗星デリス・カーラーンから地球に移住した異星人という設定だった。ファンタジアの世界ではハーフエルフが魔科学兵器の開発に協力したことに憤りを感じており、人間に対してはある程度友好的に接するが、一部のエルフはハーフエルフに対しては集落に入っただけで死刑を宣告するなど、嫌悪を抱いている。
ハーフエルフ
人とエルフの間に生まれた者。混血第一世代のみを指す。外見的・能力的にはエルフに近しいが、傾向として内面の性格は人に近く、エルフと比べると遙かに闘争心が強い。また寿命もエルフほどではないが長く、150年以上経過しても外見が殆ど変わらない。なお、彼らと人との子孫はマナを紡ぐ力を受け継ぐが、代を重ねるごとにその力は薄まっていく。
ミッドガルズで魔科学が研究されはじめた"過去編"の十数年前にエルフが人とハーフエルフを見限り、ハーフエルフはユミルの森の出入りを禁止されている。しかし各地の街に彼らの姿を見受けることが出来るし、その高い能力から人の国で要職に就く者も少なくない。
ドワーフ
この世界では人よりも少し小柄な種族。手先が器用でモノを創り出す能力に長ける。もっとも大半が滅びてしまっているらしく、作中でその姿を見ることは出来ない。召喚術の扱いに長けていた様子だが、今は過去の遺跡を遺すのみである。
魔界
この世界では魔界や悪魔などは実在のものとして認識されており、敵としても登場する。本作では瘴気によってダンジョン内に局地的に魔界と同等の世界が形成されている。小説『テイルズ オブ ファンタジア 語られざる歴史』では、魔界には天界へ戦いを挑もうとする一大勢力があり、そのために通過経路となる人間界を掌握するため、魔族にとって毒となるマナを枯渇させるべく暗躍している。そのため魔族は表面上はダオスに協力する振りをしつつも、人間とダオスの関係を悪化させ、ミッドガルズの魔科学を発展させようとしていた戦争の黒幕という設定となっている。
霊的存在
この世界では霊魂は実在するものとして扱われている。クレスがメリルの霊に導かれる場面や、アーチェが親友の霊をその身に憑依させる場面がある。また、戦闘中にパーティーキャラクターが戦闘不能になった場合、そのキャラクターの幽霊シンボルが現れる演出がされている。
アルベイン流剣術
クレス、ミゲールが使う剣術。基本の技各種とそれらの技を組み合わせた奥義からなり、基本の技2つを体得しなければそれに対応する奥義は使えない。PS版以降は魔術以外では傷つかないとされるダオスにも通用するという設定が追加された。道場はトーティスの村（未来ではミゲールの町）に存在する。
基本の技は一部を除き使用者の成長により習得していくが、奥義は各地に存在する奥義書を手に入れる事で習得していく。
魔術
世界のいたるところに大気のように存在しているマナを用いて超自然的な力を巻き起こす技術を指す。上述の通り、そのマナを紡ぐことが出来るのはエルフの血のみであり、人には不可能。主に各地に存在する魔術書を手に入れる事で習得していく。
また、魔術の中でも空間や異界に関係し、普通の術者が耐えられないほどの大量のマナを消費する魔法は「禁呪文」と称される。
法術
ユニコーンの力を借りることで主に治癒の力を引き出す術。人間にも扱えるが、ユニコーンは清らかな心をもつ乙女にしか力を貸さない。マナの枯渇した時代でも使用できることから、ユニコーンは精霊とは異なる存在。法術を扱う法術師の大半は女性であるが、トリニクスのように男性でも法術を扱える者も存在する。主に術者の成長により新しい法術を習得していく。
本編中の過去（アセリア歴4202年）においては、まだ法術の存在が証明されておらず、現在（アセリア歴4304年）までの約100年間の内に証明されたとされている（過去アルヴァニスタ城内図書室とレニオスの話より。なお、ミントによれば技術体系が確立されたのはアセリア暦4210年頃）。
マナがなくても使用することができる。
召喚術
万物に普く宿る精霊の力を借り魔法的な力を行使する技術。主にモーリア坑道の奥深くに住んでいるドワーフ族が使役していた神秘。ドワーフとエルフの合作であるルーンリング（契約の指輪）を媒介として精霊と直接契約する必要はあるが、エルフの血を受け継いでいない純粋な人間でも超自然的な現象を起こせるようになる。なお、『テイルズ オブ シンフォニア』では契約・召喚時にマナを紡ぐ必要があるため、エルフの血を引いていないと召喚術は使えないとされる。ファンタジア時代では既に実践者が絶えて久しく、机上の空論とされていたが、クラースが古文書を基にした独自の研究により技術を復活させた。
なお、精霊以外のものにも応用は可能であり、クラースは魔界の住人や王などとも契約を結んでいた。ただし、魔界の存在を召喚することも禁呪文と分類される。
また、装備品としての契約の指輪はクラース専用であり、契約する精霊と同じ属性によるダメージを半減させるなどの効果を持つ。
魔科学
魔法と科学を融合させた技術。人でも魔法の力を扱えるようになることを目的とする。作中では飛行機械レアバードや、決戦兵器魔導砲などが見られる。後に未来アルヴァニスタでも秘かに魔光砲と呼ばれる兵器が造られるが、「大消失」という事件によって一発も撃つことなく破棄される。兵器として利用する際は、基本的に魔法などと比べてマナの消費量が桁外れに多いため、その枯渇と、ひいては供給元である世界樹ユグドラシルの枯死に繋がることとなる。
メテオ
本編の現代で敗れたダオスが未来に逃げ、時空転移の応用で自分がいる未来からクレス達がいる現代へと発動させた禁呪文。メテオスォームの上級魔術。
ヴァルハラ戦役
過去の歴史において史上最も過酷な戦争。ダオスが「魔科学を破棄せよ」とミッドガルズに告げたことが原因で起こった。未来では既に滅びているミッドガルズと魔界の眷属を率いたダオスの争いがヴァルハラ戦役である。このとき、ミッドガルズでは魔科学によって未来が開かれることを盲目的に信じていたため、ダオスから破棄を宣告されようとも国はそれから目を背けていた（本編では国が魔科学のデメリットを把握している様子はない）。
その後、ミッドガルズは魔科学でダオスを滅ぼそうと考え、ヴァルハラ戦役終盤で魔科学兵器魔導砲を発射する。1発目は見事ダオス飛空部隊の殲滅に成功したが2発目は暴発してしまい、ミッドガルズの都に被害を出した上に故障してしまう。（SFC版とGBA版では故障するのみ）。
本作では敵陣を突破して指揮官打倒を目指す地上戦、クレス&アーチェの2人で空から襲撃する敵と連戦する空中戦、そしてダオス城への侵攻の3つのイベントがそれに該当する。
『語られざる歴史』ではアルヴァニスタが参戦できず、そんな状況下に最初の地上戦に勝利するも、ダオス城に瘴気の壁ができ攻めあぐねる間に5年に渡る戦役でミッドガルズは疲弊していく事になる。また魔導砲は元々は対他国牽制用兵器と設定された。
ダオス戦役
クレス達が時空を超えてダオスと計3回（他にイベントで一度見られるが、とある理由によりダオスの方から退くので回数には入らない）対峙してきた争い。結果は、未来編でクレスがオリジンによってもたらされたエターナルソードにより、ダオスの時空転移を封じることで追い詰め、時を超えた争いはダオスの敗北によって幕を閉じる。
大消失
EDでミントがユグドラシルに法術「バリアー」を掛けマナの過剰な流出を防ぐ為に実行した未来の出来事。これはクレス・ミント・チェスター・クラース・アーチェ・すずのダオス打倒の英雄六人の独断によって行われるもの。また、デリス・カーラーンを救うために最後まで孤独に戦い続けたダオスの信念を汲み、いつの日か産み出されるだろう大いなる実りをせめてもの手向けとする意図も込められていた。

## 登場人物

### 主要人物
未来で「ダオスを倒した英雄」と呼ばれる事になる人達。主要人物は非常に仲が良く喧嘩したりする事が殆ど無い。
クレス・アルベイン (Cless Alvein)
声 - 草尾毅
17歳 / 身長170cm / 体重59kg
本作の主人公。アルベイン流剣術継承者の父をもち、自身もその流派を駆使する剣士。剣、槍、斧と幅広く武器を使用する近接戦闘タイプ。初めは精神的にも肉体的にも未熟な剣士だったが、師匠であるトリスタンからは大器晩成と評されており、仲間達との冒険を続けるうちに類稀なる才能を開花させていく。エターナルソードを入手する過程で次元斬や空間翔転移といった時空剣技も習得し、名実共に時空剣士となる。
トーティスの村に住んでいた少年で、ダオスの封印の鍵であるペンダントの片割れを15歳の時に引き継ぐが、それの由来と両親の過去は知らなかった。猪狩りのためチェスターと共に村を離れていたところ、ダオスに操られたマルスの襲撃で家族を失う。その後、父母の友人であるモリスンと出会ったことで、自分の数奇な運命を知ることとなる。
性格は極めて熱血的な正義漢であり、母親を失ったミントを気遣うなどの優しさも合わせ持つ。基本的に目上の相手には礼儀正しいが、年上でも歳が近い相手には自分と同等に接する。また、父であり、剣の師でもあるミゲールを尊敬しており、チェスターから「お前の実力は、もう親父さんを超えたんじゃないか？」と問われた時に「ぼくなんか、まだまだだよ」と話している。
時々ダジャレを言うことがあるが、ミントとアーチェからは厳しい評価を受けた。このダジャレは本編では話の流れで言ったものが結果としてダジャレになってしまったというものだったが、PS版以降のフェイスチャットでは自分の意思で言っており、関連作品ではこのダジャレ好きという一面が誇張されて使用されている。
小説『魔剣忍法帖』では、アセリア暦4355年において、世界の安定を陰から支える監視者としてミゲールでミントやチェスターと暮らしている。老齢ではあるが、その暖かく力強い雰囲気は健在。
ミント・アドネード (Mint Adnade)
声 - 岩男潤子（PS、GBA、OVA、PSP） / こおろぎさとみ（SFC、GBA）
18歳 / 身長162cm / 体重42kg
本作のヒロイン。かつてダオスを封印した法術士の一人メリルの娘で、母と同じく法術士となった少女。ダオス復活を企むマルスに母娘ともども捕らわれていたところをクレスに救われる。彼女の一族は代々神官の家系であり、メリルが仲間と共にダオスを封印して以降はダオスの封印を守るという使命も課せられていたが、当初ミントはその事を全く知らなかった。
物静かでおっとりとした性格で、年下であるチェスターやクレス相手にも「さん付け」をしているがSFC版とGBA版のみアーチェは呼び捨て。聖獣ユニコーンに出会える清らかな女性とされている。SFC版では敬語こそ使うが、言いたいことははっきりと言う積極的な性格であった。恋愛には疎く、サブイベント「ナンシーとエルウィン」では興味も手伝って首を突っ込む。人の恋愛には積極的だが、自分のことになると引っ込み思案になる。PS版・PSP版では「ボインちゃん」という称号を得るほどのグラマーな体型と設定されている。
術はすべて補助・回復技であり、攻撃手段は杖で殴るのみ。また、時間を停止させるタイムストップという術を習得する。モリスンが言う「時を越える法術」という特性に連なったものとなっている。
GBA版では「へんせいき」というアイテムで、こおろぎの声と岩男の声の切り替えが行える。
小説『魔剣忍法帖』では、ある人物に集められたミッドガルズ軍の後衛にいる法術師の1人として登場し、歳は取っていてもその暖かく芯の強い雰囲気は健在。また、クレスと結婚している。
チェスター・バークライト (Chester Barklight)
声 - 伊藤健太郎（PS、GBA、OVA、PSP） / 草尾毅（SFC）
17歳 / 身長175cm / 体重62kg
弓を得意とする狩人。同じトーティスの村に住むクレスの親友兼幼なじみ。早くに両親を亡くし、幼い頃に村の雑貨屋の店主に引き取られ、妹のアミィと共にアルベイン家の近くの一軒家で暮らしていたが、マルスの襲撃で村は全滅。唯一の肉親である妹も失う。この事でアミィを殺したマルスを恨むが、マルスがダオスに操られていた事を知ると、ダオスを恨むようになる。
真っ直ぐな性格の持ち主で熱血漢。大人と渡り合って暮らしてきたことから皮肉屋な面も見せる。ダジャレのセンスはクレスと同等。ただし、ダジャレを言うようになったのはPS版からであり、SFC版では言っていない。
クレスと同じ現代の人間だが、ストーリーの都合上長い間パーティから外れてしまうため、本格的な仲間になるのは未来編からとなる。未来編で仲間になった時には現代で別れた時点のレベルで登場するため、他のメンバーとレベルがかけ離れてしまっているが、リメイク版では修行イベントを起こすことにより、一気にレベルを上げることができる。その際チェスター自身、自分とクレスたちの実力差が大きく開いてしまったことを気にしていることを語る。
SFC版ではチェスターに特技が存在せず、弓による攻撃のみであり、TPも0である。そのため、ボイスはほとんど無く、クレス役の草尾が二役を演じていた。
小説『魔剣忍法帖』では、老齢ながら弓の腕は健在。
OVA版では、他のメンバーと比べて衣装の変更が目立つ。ただし、矢島版小説の挿絵の時点で既に変更されている。
クラース・F・レスター (Klarth F. Lester)
声 - 井上和彦
29歳 / 身長176cm / 体重62kg
学者。王立学院時代に「人が精霊を使って魔術が使える」という論文を発表したが認められなかった。そのため、自分の論文の証明をすべく研究をしていた。全身に精霊を操るためのペイントを施している。本人いわく、最初は刺青にする予定だったが、ミラルドが嫌がったので1週間ほど定着するペイントにした。首と両手両足に鳴子を装着しているのが特徴。パーティでの中では最年長者であり、リーダーとして扱われる。
過去の時代のユークリッド村で助手のミラルド・ルーンと共に精霊の研究に勤しんでいたが、未来からやってきたクレスとミントの要望で旅に同行する事になる。
性格は気難しく偏屈。とはいえ、パーティ加入後は気さくに会話をしている。生活能力は殆ど無いらしいが、料理はパーティー内で一番料理上手。ミラルドが好きであることを本人は隠しているが周囲にはバレており、旅中にミラルドを心配するシーンもあった。一人称は私だが、SFC版ではかしこまった場面以外ではオレであった。
戦闘では精霊を召喚して戦う。通常攻撃は本で殴る。上空攻撃では、放り投げて敵にぶつけている。防御にも本を用いる。
小説『魔剣忍法帖』では、自分の時代に戻ってから亡くなるまでの間に、召喚術や時間転移についての本「レスターズ・エヴォケイション」を数冊だけ遺した。また、時間の剣をユークリッド大陸のとある洞窟に封じたが、その際、侵入者対策として幾つものトラップを仕掛けたらしい。死後は人の身でありながら多くの精霊を従えた功績から「精霊王」となっている。
アーチェ・クライン (Arche Klaine)
声 - かないみか
17歳 / 身長157cm / 体重39kg（自称）
魔法使い。ローンヴァレイ育ちのハーフエルフ。気象学者のバートとエルフのルーチェの間に生まれた娘で、過去の世界において親友・リアの敵を討ったクレス達に強引に同行する。アーチェの名は古代エルフ語で「たとえ何処に居てもゆかしき歓びが貴方と共に在らんことを」。性格は天真爛漫そのものだが、ハーフエルフゆえ極めて長寿かつ博識な所もある。酒豪（PS版では「うわばみ」なる称号を得る）。笑い方は「ウッシャッシャ」。また、忍者の里でチェスターに風呂を覗かれたことを根に持ち、仕返しに覗き返したことがある。
体型には自信がなく、ややコンプレックスを抱いている。かつて彼氏がいたと語っており、清らかな乙女ではないと自覚している。
料理が壊滅的に下手で、サブイベントで称号「××料理人」を得るほど。そのため、全ての料理の熟練度を最大にしても、得られる称号は他のキャラクターと異なり「グルメマスター?」となる。ただしデザート系（フルーツジュース等）は得意で、他のレシピと比べると習得が早い。
箒で空を飛んでいる状態で魔法を使い、戦闘を行う。そのため一部の術技は当たらない。通常攻撃は箒での斬撃のみ。またPS版以降では、彼女をプレイヤーキャラクターにして戦闘すると、上下キーで高度を調整できる。
小説『魔剣忍法帖』では、アセリア暦4355年の時点で、ミゲールの町で暮らしていたが、ある日を境に家を飛び出し、各地を転々とした後アーリィの森にあった古い別荘で暮らしている。また、天才魔術師という自称は伊達ではないらしく、クラースが遺した「レスターズ・エヴォケイション」を紐解き、魔術師でありながら時間の剣を用いた時空転移を発動させ、精霊王となったクラースを召喚するなど、魔術とはマナの使い方が異なる術を使えるようになる。
藤林 すず【（ふじばやし すず）/Suzu Fujibayashi】
声 - 川田妙子
11歳 / 身長135cm / 体重28kg
PS版以降に登場する新キャラクター。伊賀栗流という流派の忍法を使うくノ一の少女。ジャポン一族の末裔。トレントの森の奥深くにある忍者の里の現頭領である藤林銅蔵の娘で、次期頭領候補。里にやってきたクレス達が前頭領で彼女の祖父である乱蔵からダオスに攫われたすずの両親を探すという依頼を受け、ある場所ですずの両親と遭遇した後再び忍者の里に行くと仲間になる。
忍びとして感情を殺すことを教わってきたため、真面目で冷静沈着な性格。料理では和食系の習得が早いが、洋食は食べたことがなく、辛い物が苦手でカレーライスの習得ペースは若干遅め。
戦闘では多彩な忍術を駆使して戦うが、属性付きの武器しか装備できず、そのうちの特に攻撃力の高い2本は闇属性。
小説『魔剣忍法帖』では主役。祖父から頭領の座を引き継ぎ、ある野望のために時間の剣を狙う一派から剣を守り抜くために各地を飛び回ることになる。
SFC版では服部すずという名前のタウンキャラだった。

### 魔王一派
ダオス (Dhaos)
声 - 塩沢兼人（ドラマCD、SFC、PS、GBA、モバイル） / 森川智之（OVA、PSP）
本作の最終ボス。かつて封印された魔王。その正体は異星デリス・カーラーンよりやってきた異星人で、滅び行く母星を救うため大樹ユグドラシルが生み出すマナの結晶体“大いなる実り”を求めてこの星に来た。
しかし降り立った星のマナは魔科学によって徐々に枯渇しており、大樹ユグドラシルも枯死の危機に陥っていた。そのためマナを浪費する魔科学に関係する勢力や人間に対して戦争を仕掛ける。このことから人間たちより魔王として恐れられており、その目的は世界征服だと思われていた。
当初は魔科学廃止を要請したものの聞き入られなかったために戦争という手段を選択してしまう。戦争中も引き続き魔科学廃止を要請していた模様。小説『語られざる歴史』ではこの点が掘り下げられており、自らミッドガルズ入りをして話し合いや、魔科学の危険性を説く、特異な能力を持つ自分を被験体とするなどしたが、人間が魔科学を捨てず、何よりも自ら愛し、愛されたウィノナを傷つけられた事と設定された。
エルフでは死に至る魔法の使用や人間と同じ形の耳など、能力・身体的特徴がエルフとは一致せず、真の姿や変化時のセリフなど人族とは能力的に違う種族を連想させる描写がある。
ある事情から現代に時間転移した際、待ち受けていたトリニクス達によって封印されるも、10年の後に操ったマルスを利用して復活を遂げてその際もクレスの家族を始め多数の犠牲を出した。目的のためなら手段を選ばず、他者を操ることも厭わないが、その一方で無関係の人間をなるべく巻き込まないようにしようとするという配慮もしていた。ただし、結果的には無関係の人間にも多数の犠牲者を出している。
時間転移能力を持ち、過去から未来へ飛び回ってクレス達を翻弄したが、未来での最終決戦において敗れ去る。その真意を知ったマーテルによって、彼の亡骸は“大いなる実り”とともに母星へと送られた。本編では未来にしか時間移動を行なわず、過去に移動できるかは不明。小説『語られざる歴史』では可能とされているがある理由により自ら禁じている。
第二形態であるフェザーダオスになると、赤黒い皮膚を持った巨大な怪物となる。PS版以降では、フェザーダオスを倒した後に更なる変身を見せ、ダオスの人間時の姿をベースに純白のタイツと翼に身を包んだ形態となる。
マルス・ウルドール
声 - 玄田哲章（OVA、PSP）
元・ユークリッド独立騎士団長。ミゲールの後任。妻帯者で誠実な人柄だったというが突如として豹変し、行方を晦ませる。実は三ヶ月前、遺跡の調査をしていた際に封印されていたダオスに操られてしまっていた。そしてダオスを復活させる過程でクレスやミントの家族を殺し、トーティス村を滅ぼしてしまう。ミゲールの妻マリアを人質に取り、無抵抗のミゲールを殺害し、用済みとなったマリアまでも殺害し、アドネード母娘を捕らえ、ミントの母メリルは拷問の末に殺害。クレスの伯父オルソンを脅し、クレスを引き渡させた後に口封じの為にオルソンと妻ジョアンまで殺害する等、彼の手で多くの悲劇が生み出された。当初はマルスがダオスに操られている事を一行が知らなかった為に、マルスの悪事は私欲のためにたくらんだと思われていた。
クレスを捕らえた後、部下を率いて遺跡の深層まで辿り着きダオスの封印を解く。その際にダオスから操られていたことを告げられるが信用せず、自分の言う事を聞くように言い放つ。このことからダオスは復活させた者を主とすると思い込まされていた模様。直後に部下たちを殺害され、悲鳴を上げ慌てて逃げようとするもダオスに「用済み」として殺害される。
敵であるものの上記の経緯からクレスたちと直接戦闘することは一度もなかった。人格者だった頃は描写されていないが、彼もまた被害者である。
デミテル
声 - 伊藤健太郎（PS） / 結城比呂（PSP）
かつてスカーレット夫妻に師事していたハーフエルフの魔術師。しかし、魔科学を葬ろうとするダオスに操られ、魔科学研究者であったスカーレット夫妻とその娘であるリアを殺して、孤島に隠れ住んだ。アーチェに憑依したリアの導きによりクレスたちに討ち取られ死亡した。
コミカライズ版では当初は善人を装っていた。
小説『語られざる歴史』ではスカーレット夫妻の弟子として登場するが、終盤では、子爵の称号を持つ上級魔族であることが判明する。
メイアー
アルヴァニスタ行きの船で出会う放浪の冒険者。酒好きなためクラースと意気投合し酒盛りをすることに。アルヴァニスタのレアード王子がダオスの手下に操られている事を知り、その情報を冒険者ギルドを通じて誰かに売ろうとしていた。その旨をクラースに打ち明けた翌日、ダオスに目をつけられて操られてしまい、鎧騎士の姿と化し、クレスと一騎討ちになる。この戦闘は勝利しても敗北してもイベントが進み、いずれにせよメイアー本人は死亡する。
ジャミル
声 - 岩男潤子（PS） / 瀬那歩美（PSP）
過去においてアルヴァニスタのレアード王子を操っていたダオスの配下。普段は鳥に化けているが、その正体は翼を持つ女悪魔。高圧的で人間を見下す傾向にある。レアードを人質に取ることでアルヴァニスタがミッドガルズに加勢できないようにしていた。王子を操ってクレスたちを捕らえようとしたがクラースに正体を見破られ、自らの手で葬るべく彼等と戦い、敗れ去り死亡した。
小説『語られざる歴史』では、本編同様レアードを人質に取りアルヴァニスタの参戦を大幅に遅らせるもエドワードに見破られ、その後エドワードの魔術に打ち倒される事になる。
ジェストーナ
声 - 下和田裕貴（PSP）
ダオスの配下であるドラコケンタウロス。過去のミッドガルズにて、子供を人質に取り、クレス達とエドワードに自害を求めるが、一瞬の隙を突いたエドワードによって人質を取り返される。しかしエドワードに致命傷を与えることに成功。直後、エドワードの捨て身の魔術によって共に消え去った。マルスと同様にクレスたちと戦うことはなかった。
小説『語られざる歴史』では、ミッドガルズで魔導砲の研究をする魔術師の1人であり、エドワードの知人として登場するが、終盤で上級魔族であることが判明する。
銅蔵、おきよ
すずの両親。ダオスによって洗脳され、未来世界の闘技場にてクレスに襲い掛かる。勝敗によって展開が変わり、勝った場合は娘に介錯を求めるができなかったため、夫婦でお互いを刺して自害するという結末を辿る。負けた場合はすずが忍術を使って両親を殺めるという展開となる。後者でストーリーが進んだ場合、チャットでクレスが自分の力不足のせいですずの手を血で汚してしまったことを詫びる。

### その他
トリニクス・D・モリスン
声 - 井上和彦（SFC） / 石塚運昇（PS、PSP）
36歳 / 身長170cm
現代におけるモリスン家の者で後述するエドワードの孫であり、ミゲール、マリア、メリルと共にダオスを封印した法術士の一人。メンバーの中ではリーダー的存在。祖父が残した本を元に時間転移の法術を完成させ、地下墓地のそばの館で暮らす。ダオスが間違えるほど、祖父と顔がそっくり。
村を焼かれたチェスターを匿い、魔物の毒に侵されたクレスを運んでいたミントを館へ連れ帰った人物。クレス達の話からマルスを操ったダオスが復活にむけて動いていると知り、監視していた地下墓地へ向かうも、ある事情から追いかけてきたクレス達を過去へ飛ばす。
未来には彼の子孫のハロルドがおり、トリニクスの様な術系統は扱えなくなっている。
ミゲール・アルベイン
声 - 増谷康紀（PSP）
クレスの父親。トーティスの村でアルベイン流剣術道場を開いていた。アルベイン流剣術はダオスに対抗する数少ない対抗手段である。
ダオスの封印の鍵であるペンダントを守っており、2年前に何も知らせずに息子に託した。狩りから帰って来たら詳細を話すつもりだったようだが、マルス達の襲撃に遭い、マリアを人質に取られ、抵抗できずに殺害された。
後に彼の名は、未来の世界において復興したトーティス村に冠されている。クレスが幼少の頃に一度だけ、未完成ながらもアルベイン流の奥義を見せたことがある。その記憶はしっかりと息子に残され後に奥義は受け継がれた。かなりの実力者だったらしく、過去から帰還し大幅に成長したクレスでも「まだ父さんには及ばない」と述べている。
マリア・アルベイン
声 - 西原久美子（PSP）
クレスの母親。かつてトリニクス、ミゲール、メリルと共にダオスを封印した法術士の一人。
体を壊し、病床に臥せっていた所をマルス達によるトーティス襲撃で殺害された。
メリル・アドネード
声 - 川村万梨阿（OVA） / 速見圭（PSP）
ミントの母親。かつてトリニクス、ミゲール、マリアと共にダオスを封印した法術士の一人。片耳に法術士の象徴であるユニコーンのイヤリングをつけている。
ミント共々マルス達に捕らわれ、ペンダントを奪われた上で惨殺されるが、彼女の魂はミントを励まし続け、後に牢に捕らわれたクレスを救いだした。
クレスは彼女の死をミントに隠し続けていたが、実はモリスン邸で形見のイヤリングを落としたため気づかれていた。
アミィ・バークライト
声 - 川田妙子（PS） / 根谷美智子（PSP） / 鈴木麻里子（ドラマCD）
チェスターの妹。おしゃまな性格で、将来クレスのお嫁さんになると息巻いていたが、マルスのトーティス襲撃に巻き込まれて死亡する。
マーボーカレーを作れるのは、本作では彼女だけ。
トリスタン
声 - 仲木隆司（PSP）
ミゲールの師匠で、同じアルベイン流剣術の使い手。クレスに奥義・魔神飛燕脚を教える。トリニクスとも知り合いである。
オルソン・ドロー、ジョアン・ドロー
ユークリッドの都に住むクレスの伯父と伯母。
村を焼け出されたクレスを匿うが、マルスに街中の人間を殺すと脅され、クレスを売り渡してしまう。しかし、引き渡した後にオルソン自身もマルスの部下に殺害された。この描写はPS版以降のみに追加される。以降は妻ジョアンも殺害されたようで、ジョアン共々行方不明者として都の人々やクレス一行に扱われる。その後のチャットではドロー夫妻について心配するクレスと「お前は秘密を知りすぎた」とドロー夫妻の末路を想像しておどけるチェスターが描写されている。
夫妻が住んでいた家は、未来において王立の魔科学研究所となっている。
ミラルド・ルーン
声 - 住友優子（PSP）
クラースの幼馴染で恋人。ユークリッドの村にてクラースの助手を務める女性。28歳。
王立学院をクラースに次ぐ次席で卒業している才媛。研究だけでなく生活面でもサポートしているようで、著書の印税を収入源にしている。近所の子供達に読み書きを教える先生でもある。
エドワード・D・モリスン
声 - 井上和彦（SFC、GBA、ザ レイズ）、石塚運昇（PS、PSP）
過去の世界におけるモリスン家の者で、トリニクスの祖父。ハーフエルフである為に魔術を使うことができ、ダオスの時間移動の能力を元に時間転移について研究していた。世界中を旅して回っており、妻が第2子を妊娠していることを知らない。
ダオスとは因縁のある関係で、本来は彼がヴァルハラ戦役でダオスと戦うはずだった。しかし、クレス達の介入で歴史が変わったため、彼自身はダオスと戦う事なく死亡してしまう。
『テイルズ オブ ザ レイズ』ではプレイヤーキャラに昇格。
シフ
エドワードの妻。アルヴァニスタから少し離れた森の中にある一軒家に、子供と一緒に暮らしていた。この館は、未来では魔術研究所として登場する。
SFC版では「リリス」という名前だった。
ルーングロム
声 - 平川大輔（OVA） / 島田敏（PSP）
アルヴァニスタにて宮廷魔術師を務めるハーフエルフ。エドワードの戦友で、彼のサポートに回っている。未来でも再登場し、パーティを国王に引き合わせる。
ライゼン
声 - 島田敏（OVA）
旧ミッドガルズの騎士団長。ダオスへの対抗手段として魔科学兵器の開発を推し進める。
小説『語られざる歴史』では本編や他の関連作品と違い冷酷な性格となっており、彼の言動がダオスが戦争をしかけることになる原因の最たるものと設定された。
ブラムバルド・ミレネー
声 - 辻谷耕史（OVA） / 稲田徹（PSP）
身長180cm
ユミルの森の奥にあるエルフの里の族長で、契約の指輪の修復やダオスを倒すためのエターナルソードの生成などに手を貸す。弓と魔術の使い手。
エルフの掟を厳格に守っているが、未来では積極的に人間との交流政策を進めている。それでもハーフエルフが里に入ることは禁じている。
SFC版ではパーティーキャラクターとしての加入が予定されており、声は塩沢兼人が担当すると発表されていたが、カートリッジの容量が足りず削減された。
アーシア
身長166cm
GBA版に追加されたイベント（PSP版にもこのイベントは引き継がれている）で登場。ユミルの森に程近い場所に一軒家を持つ。ブラムバルドの元恋人で、腕のいい彫刻家。稀代の天才彫刻家として有名で、本物を超える本物を作り出してしまうと言われている。
ハーフエルフであるため、掟のせいで里を追い出された過去を持ち、ブラムバルドを呼び出すための人質として、ミントに魔術をかけ石化させて彫像に変えようとした。しかし、直前でアーチェが割り込んだため、実際に石化したのはアーチェである。
ルーチェ・クライン
声 - 堀越真己（PSP）
アーチェの母親。バートとの間にアーチェをもうけるが、人間とハーフエルフを見限ったエルフの長の命令により引き離される。その後はエルフの里の宿で受付をしているが、里に入って処刑されかけたアーチェを救ったこともある。
SFC版では「ルーティ・クライン」という名前だった。
バート・クライン
アーチェの父親。ローンヴァレイでシルフの観察による気象観測を行っていた。ルーチェと引き離されてからはアーチェを男手一つで育てていた。
小説『真紅の瞳』では、ルーチェが残した書き付けを頼りに、谷に自生する植物を使った薬を作り、ハーメルの薬屋に売って生計を立てている。
リア・スカーレット
アーチェの親友。ハーメルの町に住んでいたがデミテルに両親・町の人共々殺害され、アーチェの身体を借りクレス達に同行する。クレス達がデミテルを倒した後に昇天。
小説『真紅の瞳』では両親共にハーフエルフの魔術師であるため、自身も魔術師としての素質を持ち、最後にはアーチェの箒で空を飛べるようになる。また、小説『語られざる歴史』ではウィノナとも知り合いとなるが、両親共々殺害される。
アルヴァニスタ国王
声 - 金尾哲夫（OVA） / 秋元羊介（PSP）
過去では王子を人質に取られていたため、ミッドガルズと同盟しているにもかかわらず参戦できないことを悩んでいた。レアードが助け出されるとモーリア坑道の探索の許可だけでなく、契約の指輪やグーングニルなどもクレス達に快く与える。
レアード
声 - 高城元気（PSP）
過去の時代のアルヴァニスタの王子。ダオスの部下であるジャミルによって操られ、同国がダオスとの戦いに介入しないよう人質にされていた。
レニオス
声 - 井上和彦（PS） / 田口昂（PSP）
後にトーティスの村となるベルアダムの村の村長を務めるハーフエルフ。現代では教会に名前がつけられていた。過去に飛ばされてやってきたクレス達に隣村のクラースを紹介する。ベネツィアの市長は彼の双子の兄である。
藤林 乱蔵（ふじばやし らんぞう）
声 - 石森達幸（PSP） / 石塚運昇（ドラマCD）
すずの祖父にして忍者の里の元頭領。クレス達の腕を見込んですずの両親探しを依頼してくる。また、アルベイン流の奥義書の1冊を異国の旅人から預かっていた。
スタンリー
未来のユークリッド国にて魔科学技術を応用した飛行機械レアバードを開発していた科学者。「レアバードでアルヴァニスタへ行きたい」というパーティに、「このままでは出力が足りないので精霊ヴォルトの力で強化したい」と持ちかける。
ハリソン
未来から、クレス達にダオス復活を伝えに来たアルヴァニスタの使者。
ギース
離れ小島に暮らすドワーフの名工。高い技術力で高度な武具を多数作れるが、人嫌いで受付はもっぱら他人任せ。それゆえゲームで姿を現すことは無い。彼の店では強力な武器・防具を扱っている。

### 人外

#### 精霊
マーテル
声 - 岩男潤子（PS） / 田中理恵（PSP、OVA）
世界のマナを生み出す大樹ユクドラシルを守る精霊。気品のある女性の姿をしており、穏やかな性格。クレス達にマナが枯渇する危機を伝えてくる。
シルフ
声 - 綺田育子、中島裕美子、堀田あすか（OVA） / 佐藤聡美（クロスエディション）
ローンヴァレイに住む風を司る精霊。小柄な少女のような姿をしており、敵としては赤と青の二種がいるが、クラースが契約したのはシルフたちの長である。
谷に魔界の瘴気が噴き出すようになってから凶暴化してしまう。
契約の指輪はオパール。
イフリート
声 - 石塚運昇（PS） / 稲田徹（PSP）
熱砂の洞窟に住む炎を司る精霊。細身だが筋肉質な男の姿をしている。SFC版では人魂のような姿だった。
クラースがマクスウェルと契約する過程で契約する事になる。
契約の指輪はガーネット。
ウンディーネ
声 -  かないみか（PS） / 住友優子（PSP）
浸食洞に住む水を司る精霊。大剣を持った女性の姿をしている。喋り方は女王様のようで、プライドも高い。
クラースがマクスウェルと契約する過程で契約する事になる。
契約の指輪はアクアマリン。
ノーム
声 - 山本圭一郎（クロスエディション）
精霊の洞窟に住む地を司る精霊。大地から突き出したこぶのような姿をしているが、戦闘時には変形する。
クラースがマクスウェルと契約する過程で契約する事になる。
契約の指輪はルビー。
マクスウェル
声 - 井上和彦（PS） / 後藤史彦（PSP）
モーリア坑道に住む四属性を司る精霊。学生帽をかぶり杖を持った老人のような姿をしている。
クラースが契約を願っていた精霊の一つ。
PS版以降の追加イベントでは契約の折にグーングニルの力をわずかだが引き出してくれる。
契約の指輪はターコイズ。
ルナ
声 - 川田妙子（PS） / 速見圭（クロスエディション）
十二星座の塔に住む月を司る精霊。本来は争いを望まない性格。SFC版では、伝説として、過去・未来の各地で断片的に彼女と妖精の話を聞くことができる。
ダオスを倒すために旅をするクレス達に共感して契約する。
契約の指輪はムーンストーン。
ヴォルト
ヴォルトの洞窟に住む雷を司る精霊。目の付いた雷球の姿をしており、古代の言葉を使うため、何を言っているのかわからない。
レアバード完成のため、クレス達と契約することになる。
契約の指輪はサードニックス。
アスカ
本来は精神世界に住む光を司る精霊。四枚翼の鳥の姿をしている。
古代都市トールに捕獲され冷凍保存されていたが、クレスたちにより解放され、契約した。
契約の指輪はトパーズ。
シャドウ
闇の洞窟に住む闇を司る精霊。
その名の通り、顔のような光が浮かぶ影のような姿をしている。話すときは接続詞を使わず、単語を並べていく（「我、闇、住人」など）ため、話している内容を理解するには接続詞を推測しなければならない。
仲間たちが洗脳されてしまい、目的を果たす（ダオスを倒すこと）と契約を解除することを条件に、クレス達に協力する。
契約の指輪はアメジスト。
オリジン
声 - 伊藤健太郎（PS） / 山本圭一郎（PSP） / 関根直也（OVA）
「根源」を意味する名を持つ、トレントの森奥深くにある石板に宿りし、精霊達の王。
四本の腕を持った人間の姿をしており、契約する前からも契約の指輪を修復するため石板を訪れたクレス達の前に姿を現す。
未来の世界でエターナルソードを作る際にクレス達と戦い、勝つとその力を認めて契約してくれる。エターナルソード生成の媒介となるダイヤモンドの指輪はオリジンと契約するための指輪でもある。
グレムリンレアー
モーリア坑道深部にある瘴気溢れる場所に現れた魔界の住人。
精霊ではないがクラースの口車に乗り、あっさり契約する。
契約の指輪はサファイア。
カメレオン
魔界の住人。見かけによらず真剣なことをいう。魔界の住人は、瘴気に満ちた空間で生きているらしい。モーリア坑道深部にいる。
契約の指輪はエメラルド（SFC、GBAのみ）。
プルート
PS版以降に登場。モーリア坑道深部にある瘴気溢れる場所に現れた冥界の王。マントを羽織った蛇のような姿をしている。
クレス達に勝負を挑み、クレス達が勝つと契約してくれる。
契約の指輪はGBA版以外ではエメラルド。
GBA版では、ドワーフの宝物庫からワープした先で登場する。また、必要な契約の指輪は、エメラルドからラピスラズリに変更された。

#### その他
オズ
声 - 井上和彦（PS）
古代都市トールを管理する大型コンピュータ。都市が滅びた後も地下の奥深くで稼動しており、来訪したクレス達を市長代理として認定し決定権を預け、クレス達の指示で彼らを未来へと送った。
アルテミス
声 - かないみか（PS）
12星座の塔でルナと共に住む妖精。悪戯好きな性格で、クレス達を意味も無く引っ掻き回す。同類に出会うことなく生きてきたため、寂しがりなところもある。
ヴァルキリー
声 - かないみか（PS）
オーディーンの使者。クレスがアルヴァニスタで手に入れたグーングニルを返却するよう要求してくる。
ペガサス
声 - 玄田哲章（PSP）
ヴァルキリーが乗る天馬。グーングニルの返還の代わりに空から来る魔物達の迎撃の手助けを頼まれる。
フラムベルク
声 - かないみか（PS） / 中村千絵（PSP）
滅びた古代国家オーディーン跡地にある炎の塔に住む。三種の武具の一つフランベルジュの守護者。性別は女性。
フェンビースト
声 - 草尾毅（PS）
滅びた古代国家フェンリル跡地にあるフリーズキールの教会に中にある氷の洞窟に住む。三種の武具の一つヴォーパルソードの守護者。狼のような姿をしているが、人語を話す。
オーディーン
かつて存在した超古代国家オーディーンの神。その遺跡である炎の塔の一室にて自分を超えし者が現れるのを待っている。見事倒すと真の力が解放されたグーングニルを授けてくれる。（PS、PSP版のみ）
ワイヴァーン
モーリア坑道下層のドワーフの遺跡を守る飛龍。SFC版ではユークリッド闘技場の八連覇の際に戦えるモンスターであったが、PS版以降はガルフビーストに差し替えられた。
ユニコーン
本作マスコット。白樺の森に住む一本角の聖獣で清らかな乙女の前にしか姿を現さない。イーヴルロードに襲われて瀕死に陥るが、それまでの間に説得を試みていたミントの意思を汲み、自分の力を最大限に込めたユニコーンホーンを彼女に託す。

### ゲストキャラクター
リリス・エルロン
声 - 川田妙子（PS） / 沢口千恵（PSP）
『テイルズ オブ デスティニー』の主人公であるスタン・エルロンの妹。PS版・PSP版において、未来のユークリッド闘技場で連覇を続けているとどこからともなく現れ、最後の対戦相手だったガルフビーストを秒殺する。その為クレスが勝負を挑むことになる。
よーみ
PS版とPSP版のみ登場。ある程度ストーリーを進めてから、特定の条件を満たすと発生するサブイベントで登場する。
こちらもオープニング曲をワンコーラス歌うが、ライブとなっているため、ステージの最前列は親衛隊が固めている。また、すずを仲間にした後ではチケットを持っていてもイベントは発生しない。
吉田 由香里（よしだ ゆかり）
SFC版とGBA版のみ登場。未来にて全ての街に足を踏み入れるとアルヴァニスタ城内に登場し、話しかけると「うたいたいの〜！」と、オープニング曲をワンコーラス歌う。

## 主題歌
オープニングテーマ「夢は終わらない 〜こぼれ落ちる時の雫〜」
歌 - 吉田由香里（SFC版、GBA版） / よーみ（PS版、PSP版）
エンディングテーマ「星を空に…」
歌 - 吉田由香里（PS版）

## 移植・リメイク
現在までにPS(2nd Edition)、GBA、PSP、携帯電話用アプリ、iPhone/iPad向け用アプリに移植、リメイクされている。また、2000年9月28日には PSベスト (The Best)、2007年8月9日には PSPベスト (the Best) として廉価版が発売された。『テイルズ オブ ファンタジア クロスエディション』は『テイルズ オブ ファンタジア なりきりダンジョンX』に収録（『テイルズ オブ ファンタジア なりきりダンジョン』のPSP移植版と同時収録）。
なお、PSP、iOS版を除いて移植の際はすべてBGMに編曲が加えられている。
| No. | タイトル                                            | 発売日                                                               | 対応機種               | 開発元                   | 発売元                 | メディア         | 型式 | 備考                                                     |
| --- | --------------------------------------------------- | -------------------------------------------------------------------- | ---------------------- | ------------------------ | ---------------------- | ---------------- | ---- | -------------------------------------------------------- |
| 1   | テイルズ オブ ファンタジア                          | 1998年12月23日 2000年9月28日（廉価版）                               | PlayStation            | 日本テレネット・ナムコ   | ナムコ                 | CD-ROM 1枚       | -    | 出荷本数：769,000本 売上本数：65万本                     |
| 2   | テイルズ オブ ファンタジア                          | 2003年8月1日                                                         | ゲームボーイアドバンス | ナムコ・テイルズスタジオ | ナムコ                 | ロムカートリッジ | -    | 出荷本数：314,000本                                      |
| 3   | テイルズ オブ ファンタジア -フルボイスエディション- | 2006年9月7日 2007年8月9日（廉価版） 2013年11月28日（ダウンロード版） | PlayStation Portable   | ナムコ・テイルズスタジオ | バンダイナムコゲームス | UMD 1枚          | -    | 出荷本数：136,000本 売上本数：111,034本                  |
| 4   | テイルズ オブ ファンタジア モバイル                 | 2010年3月17日                                                        | フィーチャーフォン     |                          | バンダイナムコゲームス |                  | -    |                                                          |
| 5   | テイルズ オブ ファンタジア クロスエディション       | 2010年8月5日                                                         | PlayStation Portable   | クライマックス           | バンダイナムコゲームス |                  | -    | 『テイルズ オブ ファンタジア なりきりダンジョンX』に収録 |
| 6   | テイルズ オブ ファンタジア                          | 2013年9月24日                                                        | iOS                    |                          | バンダイナムコゲームス |                  | -    | 2014年5月29日配信終了                                    |

### プレイステーション版
1998年12月23日にSFC版をリメイク。
戦闘システムの変更
プログレッシブ・リニアモーションバトルシステム(P-LMBS)を採用。
詳細はテイルズ オブ シリーズ#戦闘システム参照。
料理システム
フードサックから変更された。複数の食材を組み合わせ、HP・TPを回復する。毒や麻痺、石化を解除する効果を持つものも。なお、ほとんどの場合、料理の熟練度に応じて回復量が加算される。
フェイスチャット
フィールド画面でセレクトボタンを押すと、キャラクター同士が会話をする。PS版『テイルズオブデスティニー』のアクティブパーティウィンドウを改良したものである。会話内容はストーリーの伏線やヒントが含まれている場合もあれば、まったく関係の無いキャラクター同士の雑談もある。
ゲーム本編中では出し切れなかったキャラクターの性格や個性を活かすことができ、好評で本作以後のシリーズ作品では恒例となる（GBA版は例外）。
モンスター図鑑とコレクター図鑑
モンスター図鑑は遭遇したモンスターのデータを登録していく図鑑であるが、遭遇しただけではモンスターの名前のみが登録されるだけで、その他の項目を埋める為には「スペクタクルズ」を使う必要がある。PS版ではモンスターを倒して入手できるアイテムや盗めるアイテムも実際に入手しないと登録されない（のちのシリーズ作品ではスペクタクルズを使用するとアイテム情報も追加されるように改良された）。
コレクター図鑑は入手したアイテムのデータを登録していく図鑑。
両図鑑とも全項目を埋める（コンプリートする）ことで称号が入手できる仕様は後のシリーズにも受け継がれている。
ダンジョンの追加
エクストラダンジョンとしてトレントの森の最深部、闇の洞窟が追加されている。洞窟自体はSFC版にもあったが、入ってすぐにシャドウがいた。

### ゲームボーイアドバンス版
2003年8月1日発売。SFC版をベースに新要素を加えた移植。すずの加入や料理システムなど、いくつかの要素はPS版と同じものとなっており、モンスター図鑑やコレクター図鑑も導入。戦闘システムはSFC版とPS版を任意で切り替えることができ、戦闘中の技名・術名表示はなくなっている。
PSP版に引き継がれなかった要素として、モーリア坑道最下層の追加マップ、後日談を描いたマルチエンディングのミニシナリオ「LET'S GO ARCHE」がある。

### PlayStation Portable版

#### フルボイスエディション版
2006年9月7日にPS版を移植、GBA版の追加要素も一部加えられている。『テイルズ オブ ファンタジア -フルボイスエディション-』というタイトルが付けられ、メインシナリオがフルボイスになっている。
- ワイド画面に対応し2Dマップ及び戦闘中は表示される範囲が左右に広くなっている。ただし3Dフィールドは上下両端をカットしPS版より狭くなった。
- グレードシステム、グレードショップを追加。
- 戦闘時のキャラクターが3頭身になった。また、PS版とは一部の敵の攻略方法が異なる。
- PS版ではチャネリングを手に入れたシーンがアップルグミに差し替えられた。
- チェスターの武器エルヴンボウ獲得イベントがGBA版のものをベースにしたものに差し替えられた。そのため、アーシアも登場する。
- 一部キャラクターに称号を取得するイベントが追加された。
- エンディングが歌ではなくBGM（SFC版とは異なる）になっている。

初回特典DVDとして「ドラマチックDVD -アップルグミ篇-」が付属した。詳細はビバ☆テイルズオブを参照。

#### クロスエディション版
2010年には更に細かい点をブラッシュアップしたバージョン『テイルズ オブ ファンタジア クロスエディション』が『テイルズ オブ ファンタジア なりきりダンジョンX』に収録（『テイルズ オブ ファンタジア なりきりダンジョン』のPSPリメイク版と同時収録）。
主な変更点としては以下のようなものがある。
- パーティキャラクターとして、『なりきりダンジョンX』に登場するロンドリーネが参戦。それに伴い、シナリオに変更が加えられた。
- 戦闘システムを大幅に改良。
  - 操作モードでマニュアルが最初から選べる。これにより、装備するとマニュアル操作ができるテクニカルリングがステップリングに変更。
  - 戦闘中の移動がダッシュ移動のみになり、ダッシュリングの入っていた宝箱はライフボトルに差し替えられた。
  - 戦闘時のキャラグラフィック修正。
  - 『テイルズオブエターニア』以降のシリーズ同様に中級以上の術技の同時発動が可能。
  - バックステップ等の三種類のステップの追加。それに伴い、新たな装飾品が追加。
  - 秘奥義を含む新技の追加。
- 上記に伴うイベントの追加。

### 携帯電話用アプリ
2010年3月17日より配信。GBA版をベースとした移植作品。

### iPhone/iPad版
2013年9月24日より、iPhone/iPad向け用のアプリとして移植配信されたが2014年5月29日をもって配信終了となった。

## 開発
まず、日本テレネットからナムコに『テイルファンタジア』の題名で企画が持ち込まれた。開発段階では、パーティ編成も異なるなど現行の『テイルズ オブ ファンタジア』とは相違があった。その後、当初の16Mbitという予定を大幅に越える容量追加、容量問題によるパーティキャラクターやシナリオの削減、タイトルの変更などが行われた。
サウンドシステムとして、フレキシブルボイスドライバー (FVD)というものが採用されている。これにより声の長時間再生や明瞭化、主題歌の完全収録が実現している。
当初の製作メンバーの一部は後にトライエースとして独立、『スターオーシャンシリーズ』などを制作していく。SFC版（選択式でGBA版にも）におけるL（ロング）レンジ、S（ショート）レンジによる技発動や大型魔法時の停止など、スターオーシャンシリーズとの共通点はその名残である。また、ゲーム内のドット絵とイラストが異なっているのも同様。なお、リメイク版以降はドット絵もイラストに準ずるようになった。

### タイトルロゴ
SFC版にはタイトルロゴに竪琴を演奏する女神の背景が描かれているがPS版にはない。また、OFの文字サイズも前者は他の文字より小さいが後者は同じである。以降のリメイク作品でもベース作品に準しており、GBA版はSFC版、PSP版はPS版と同様。OVAはSFC版のものが使われている。

### スタッフ
SFC版
- キャラクターデザイン - 藤島康介
- ゲームデザイン - 則本真樹
- シナリオ原案・トータルプログラム - 五反田義治
- サウンドプログラマー - 初芝弘也
- 音楽 - 桜庭統、田村信二、古屋亮太
- プロデューサー - 横山茂、原口洋一
- ディレクター - 菊池栄二

プレイステーション版
CHARACTER DESIGN
- Kosuke Fujishima

PROGRAM
- Ryuichi Ishizawa <SYSTEM>
- Shinji Hirachi <BATTLE>
- Syuhei Rokumoto <3D FIELD>
- Tatsuro Udo <2DMAP>

GRAPHIC ※抜粋
- Yasuyuki Sawadaishi <MAP>
- Hiromi Matsueda <FIELD CHARACTER>
- Kei-ichi Gotoh <BATTLE CHARACTER>
- Hirofumi Matuo <MONSTER>

MUSIC COMPOSER
- Motoi Sakuraba
- Shinji Tamura

PlayStation VERSION DATA MAKING
- Hiroyuki Suzuki
- Kazufumi Kurosawa
- Kazuya Ishizuka
- Ken-ichi Suzuki

GAME PART DIRECTION
- Eiji Kikuchi

ANIMATION PRODUCER
- Hidekazu Terakawa

TOTAL ANIMATION DIRECTION
- Tensai Okamura

"ANIMATION CHARACTER DESIGN" OPNING & ENDING MOVIE KEY ANIMATION SUPERVISOR
- Tokuyuki Matsutake

PRODUCTION STUDIO
- PRODUCTION I.G

Co-PRODUCER
- Shinichiro Okamoto

PRODUCER
- Syukuo Ishikawa
- Shigeru Yokoyama

EXECUTIVE PRODUCER
- Yasuhiko Asada

## 評価
同時期に『ドラゴンクエストVI 幻の大地』が発売されたことから本作の売上は良くなかったが、口コミで次第に評判が高まり、一部ではプレミアム価格で取引された。攻略本の売り上げは25万冊とゲームの売り上げを越え、2作目（『テイルズ オブ デスティニー』）制作のきっかけの1つとなった。
PS版は50万本以上を販売したタイトルに贈られるPlayStation Awardsの「ゴールドプライズ」を受賞した。
iOS版は無料配信から5日で15万ダウンロードを達成した。

## 関連作品
制作者の独自解釈が反映されており、本編や別の関連作品と設定が異なる点が散見される。

### 小説
テイルズ オブ ファンタジア はるかなる時空（とき）
著者は矢島さら、イラストは藤島康介（上巻）・松竹徳幸（下巻）。ファミ通文庫より刊行。
本編のノベライズ。展開はおおよそSFC版に準拠している。
- 上  ISBN 4-7577-0088-1
- 下  ISBN 4-7577-0116-0

テイルズ オブ ファンタジア 真紅の瞳
著者は矢島さら、イラストは松竹徳幸。ファミ通文庫より刊行。
アセリア暦4201年。ハーメルの町を舞台としたアーチェとリアの出会い、ハーメルで出会った人々との交流を描く。楽しい日々を過ごすアーチェだったが、ある日、リアの両親の命がダオスの手先に狙われていることを知る。
アーチェの昔の彼氏シノンが登場。なお、リアは両親共にハーフエルフという少女として登場する。
- ISBN 4-7577-0089-X

テイルズ オブ ファンタジア 紺碧の絆
著者は矢島さら、イラストは松竹徳幸。ファミ通文庫より刊行。
アセリア暦4292年。幼き日のクレスは両親を亡くした兄妹チェスター、アミィと出会った。初めは衝突していたクレスとチェスターだったが次第に友情が芽生える。
- ISBN 4-7577-0090-3

テイルズ オブ ファンタジア 琥珀の回廊
著者は矢島さら、イラストは松竹徳幸。ファミ通文庫より刊行。
戦いを終えて元の時代へと戻ってきたクラースは、ミラルドと平和な日々を過ごす。だが大学時代の友人の来訪により事件が起こる。未だに封印されていなかった「時間の剣」が旅へと導くことに。
- ISBN 4-7577-0118-7

テイルズ オブ ファンタジア 瑠璃の夢
著者は矢島さら、イラストは古賀誠。ファミ通文庫より刊行。
トーティスの復興を目指すクレス、ミント、チェスター。だが故郷をもたないミントはわずかな疎外感を覚える。そんな中、ミッドガルズからやってきた大工の一団がトーティスの復興を買って出た。そして、ミントは夢を通じて母親の想いを知ることになる。
- ISBN 4-7577-0011-3

テイルズ オブ ファンタジア 語られざる歴史
著者は祭紀りゅーじ、イラストは澁澤工房。電撃文庫より刊行。
旅の奇術団に身をおくウィノナは、ヴァルハラ平原において謎の青年・ダオスと出会う。そのダオスをめぐって人々は争い、憎しみを生んでゆく。そして歴史に残る大戦乱のきっかけが作られる。
ヴァルハラ戦役の模様が描かれる。ゲームのオープニングで登場する4人組のことが描かれており、戦争の原因・黒幕について語られているが、4人のうちゲーム本編に直接絡むエドワードを除いた3人の名前は、作者が映画俳優から取ったもの。
ナムコ監修作品だが原作と設定が異なる点が多い。
- 1999年5月25日初版発行  ISBN 4-8402-1140-X

テイルズ オブ ファンタジア 魔剣忍法帖
著者は金月龍之介、イラストは松竹徳幸。ムービックより刊行。
ダオスが倒され、世界が復興へと向かうアセリア暦4355年。藤林すずは、クラースが封印したはずの時間の剣を捜索する任を依頼される。
アーチェとチェスターの息子で魔術と法術の両方をある程度使えるファルケン、マルスの孫に当たる首切り役人アーレスが登場。
ドラマCD『テイルズ オブ ファンタジア CHAPTER.1』および『テイルズ オブ ファンタジア CHAPTER.2』に収録のミニドラマ「ふじばやしすずのにんじゃにっき」を膨らませて小説化したもので、ドラマCDとリンクしたエピソードもある。
- 2000年6月10日初版発行  ISBN 4-89601-464-2

### ドラマCD
- テイルズ オブ ファンタジア CHAPTER.1
- テイルズ オブ ファンタジア CHAPTER.2
- テイルズ オブ ファンタジア CHAPTER.3
- テイルズ オブ ファンタジア 〜ANTHOLOGY.1〜 4192年の紙飛行機 / ミントのドキドキ大作戦!
- テイルズ オブ ファンタジア 〜ANTHOLOGY.2〜 レイニーデイ・ブルー
- キャラトークCD テイルズ オブ ファンタジア 〜パニック・ワールド〜（仮）

### OVA
『テイルズ オブ ファンタジア THE ANIMATION』のタイトルで、第1巻：2004年11月25日、第2巻：2005年2月25日、第3巻：2005年5月25日、第4巻：2006年2月24日にそれぞれ発売。DVDでコレクターズ・エディション、ユグドラシル・エディション、通常版の3形態が発売。VHSでも通常版が発売された。
2007年8月24日にDVD「テイルズ オブ ファンタジア THE ANIMATION」ファンディスク（初回限定版・通常版）が発売された。
2008年9月26日にBlu-ray Disc BOX、スペシャルプライスDVD-BOXが1年間限定生産商品として発売。

#### スタッフ（OVA）
- 原作 - 株式会社ナムコ
- 監督 - 冨永タクオ（第1 - 3巻）、茂木信二郎（第4巻）
- キャラクター原案 - 藤島康介
- キャラクターデザイン - 松竹徳幸
- レイアウト総作画監督 - 松竹徳幸（第1巻）、茂木信二郎（第3巻）
- 脚本 - 金月龍之介
- キーアニメーター - 茂木信二郎（第1・2巻）
- 美術監督 - 小濱俊裕（第1・4巻）、吉原俊一郎（第2巻）、岡部順（第3巻）
- 色彩設計 - 原田幸子
- 撮影監督 - 佐藤正人
- 編集 - 田熊純
- 音楽 - 埜邑紀見男
- 音響監督 - 平光琢也
- プロデューサー - 中村誠
- アニメーション制作 - アクタス
- 製作 - フロンティアワークス、ジェネオンエンタテインメント、GENEON ENTERTAINMENT [USA] INC.

#### 主題歌（OVA）
オープニングテーマ「夢の果て」
作詞 - tomo / 作曲 - 渡辺美佳、野口郁子 / 編曲 - 西脇辰弥 / 歌 - 鈴木真仁
エンディングテーマ「Priere」
作詞 - tomo / 作曲 - 渡辺美佳、野口郁子 / 編曲 - 河越重義 / 歌 - 鈴木真仁

#### 各話リスト
| 巻数  | 絵コンテ   | 演出       | 作画監督                   |
| ----- | ---------- | ---------- | -------------------------- |
| 第1巻 | 冨永タクオ | 冨永タクオ | 茂木信二郎、山下将仁       |
| 第2巻 | 竹内一義   | 江上潔     | 茂木信二郎                 |
| 第3巻 | 冨永タクオ | 林直孝     | 島澤範子、江原康之、津田崇 |
| 第4巻 | 茂木信二郎 | 茂木信二郎 | 茂木信二郎                 |

#### 関連商品（OVA）
書籍
テイルズ オブ ファンタジア ジ アニメーション アートグラフィ  ISBN 4-7580-1055-2
サウンドトラック
「TALES OF PHANTASIA THE ANIMATION」ORIGINAL SOUNDTRACK
ドラマCD
テイルズ オブ ファンタジア THE ANIMATION 第1巻 クレス・アルベイン編
テイルズ オブ ファンタジア THE ANIMATION 第2巻 ミント・アドネード編
テイルズ オブ ファンタジア THE ANIMATION 第3巻 クラース・F・レスター編
テイルズ オブ ファンタジア THE ANIMATION 第4巻 アーチェ・クライン編
テイルズ オブ ファンタジア THE ANIMATION 第5巻 チェスター・バークライト編
テイルズ オブ ファンタジア THE ANIMATION 第6巻 藤林すず編

### 漫画
テイルズ オブ ファンタジア
角川書店が刊行していた『テイルズ オブ マガジン』にて2008年8月7日に発売された創刊号から2009年10月26日に発売された最終号まで連載された。SFC版発売から12年9か月の歳月を経ての漫画連載となった。作者は『テイルズ オブ デスティニー2』の漫画版も担当したMAKOTO2号。作品そのものが原作の過去編で終わるため未来編の登場人物の出番はカットされている。
この他、一迅社から4コマ漫画が2巻、アンソロジーコミックが3巻と「THE BEST」が1巻刊行されている。

## 関連商品

### 書籍
- スーパーファミコン ナムコ公式ガイドブック テイルズ オブ ファンタジア  ISBN 4-19-826013-3
- テイルズ オブ ファンタジア オフィシャルガイドブック  ISBN 4-7577-0080-6
- ナムコ公式ガイドブック テイルズ オブ ファンタジア 上巻 メインストーリー編（書店売り無し）
- ナムコ公式ガイドブック テイルズ オブ ファンタジア 下巻 サブクエスト&データ編（書店売り無し）
- GBA版 テイルズ オブ ファンタジア オフィシャルガイドブック  ISBN 4-7577-1596-X
- テイルズ オブ ファンタジア-フルボイスエディション-オフィシャルガイドブック  ISBN 4-7577-3020-9
- テイルズ オブ ファンタジア イラストレーションズ  ISBN 4-7580-1011-0
- テイルズ オブ ファンタジア ドラマCDシナリオワークス  ISBN 4-89601-447-2
  - 本編ドラマCD「Chapter1」から「Chapter3」のシナリオ、演出メモ、未収録分脚本などを収録。

### サウンドトラック
- 「テイルズ オブ ファンタジア」オリジナル・サウンドトラック完全版 (1999年5月発売)
  - ビクターエンタテインメントよりリリース。PS1版のBGMをベースに生楽器の音色を加える形でアレンジされており、厳密な意味でのサウンドトラックとは異なる。
- 「テイルズ オブ ファンタジア 20thアニバーサリーサウンドBOX」 (2015年8月発売)
  - クラリスディスク（発売元・シティコネクション）レーベルよりリリース。「ファンタジア」誕生20年を記念してSFC版・PS1版・GBA版3機種のBGMをCD9枚組でボックス化。（PS1版・SFC版はデジタル収録）歌唱付き楽曲もフルコーラス収録。

## 他のゲーム作品との関連
テイルズ オブ デスティニー（1997年12月23日発売）
サブイベントにクレスとアーチェが登場し、SFC版の本作に関するクイズを出す。全問正解すると主人公スタンが技「紅蓮剣」を習得する。
テイルズ オブ ファンタジア なりきりダンジョン （2000年11月10日発売）
本作の続編。ストーリー的には本作の前日譚と後日談にあたる。パーティキャラクター6人、ダオス、ミラルド、アミィが登場。世界が同じため精霊や敵キャラクターも共通のものが多い。
テイルズ オブ エターニア（2000年11月30日発売）
クレスとアーチェが闘技場の対戦相手（アーチェは戦闘ランクがハード以上）として、ミントが2周目以降のレイズデッド詠唱時の背景に、クラースがサブイベント「テイルズクイズ中級編」の出題者として登場する。また、条件を満たすと術「シューティングスター」使用時にアーチェが現れ彼女を操作することができる。
テイルズ オブ ファンダム Vol.1（2002年1月31日発売）
シリーズキャラクター共演作品。パーティキャラクター6人などが登場。
テイルズ オブ ザ ワールド なりきりダンジョン2（2002年10月25日発売）
シリーズキャラクター共演作品。パーティキャラクター6人がプレイヤーキャラクターとして、ダオスが敵キャラクターとして登場。この7人およびアミィとミラルドのなりきり服が登場。
テイルズ オブ ザ ワールド なりきりダンジョン3（2005年1月6日発売）
シリーズキャラクター共演作品。パーティキャラクター6人がプレイヤーキャラクターとして、ダオスが敵キャラクターとして登場。この7人およびアミィのなりきり服が登場。
テイルズ オブ ブレイカー（2005年1月31日配信）
闘技場にクレスとアーチェが登場。
テイルズ オブ ジ アビス（2005年12月15日発売）
ミントが闘技場の団体戦・エキシビジョンマッチにて『テイルズ オブ エターニア』のリッド、『テイルズ オブ デスティニー』のフィリア、『テイルズ オブ デスティニー2』のナナリーとパーティを組んで登場し、他のメンバーを法術で援護する。
テイルズ オブ ヴァールハイト（2006年6月15日配信）
闘技場にクレスとアーチェが登場。
テイルズ オブ ザ ワールド レディアント マイソロジー（2006年12月21日発売）
シリーズキャラクター共演作品。チェスターとアーチェがプレイヤーキャラクターとして登場。
テイルズ オブ ファンダム Vol.2（2007年6月28日発売）
シリーズキャラクター共演作品。パーティキャラクター6人が登場。
テイルズ オブ ヴェスペリア（2008年8月7日〈Xbox 360版〉、2009年9月17日発売〈PS3版〉）
ミントの帽子がアイテムとして登場する。闘技場ではダオスが「時を駆ける男」として登場、PS3版ではリタの秘奥義インディグネイションの発動条件にも関わっており、初回の発動時にオープニングのシーンを再現することができる。本作品から、OVA・PSP版『ファンタジア』と同様に森川智之がダオスの声を担当する。
PS3版ではクレスの衣装がフレンのコスチュームとして登場し、装着時にスキットでフレンがクレスの真似をするが、一人称が俺になっている（クレス、フレンともに一人称は僕）。
テイルズ オブ ハーツ（2008年12月18日発売）
貴重品「サドル付きのホウキ」を入手すると戦闘中にアーチェを援護キャラクターとして呼び出せる。呼び出すと「GROOVYアーチェ」を使用する。
テイルズ オブ ザ ワールド レディアント マイソロジー2（2009年1月29日発売）
シリーズキャラクター共演作品。クレス、ミント、チェスター、アーチェ、すずがプレイヤーキャラクターとして、ダオスが敵キャラクターとして登場。
テイルズ オブ バーサス（2009年8月6日発売）
シリーズキャラクター共演作品。クレス、ミント、チェスター、アーチェ、ダオスがプレイヤーキャラクターとして登場。本作より全員が秘奥義を使用可能となる。ミニゲーム「テイルズ オブ ウォールブレイカー」ではクレス、すず、ダオスがプレイヤーキャラクターとして登場。
ケロロRPG 騎士と武者と伝説の海賊（2010年3月4日発売）
『ケロロ軍曹』のメディアミックス作品。同作のドロロ兵長とクレスをどちらも草尾毅が演じていることから、予約限定クリアファイルにクレスが登場している。ゲームではある条件を満たすとドロロがクレスの技を覚える。また、武器に「にんとうちざくら」が登場する。
ヴィーナス&ブレイブス〜魔女と女神と滅びの予言〜（PSP版）（2011年1月20日発売）
バンダイナムコゲームスのRPG。クレス、ミント、すずが登場し、本作品のキャラクターが彼らの技を習得可能。
テイルズ オブ ザ ワールド レディアント マイソロジー3（2011年2月10日発売）
シリーズキャラクター共演作品。クレス、ミント、チェスター、アーチェ、すずがプレイヤーキャラクターとして、ダオスが敵キャラクターとして登場。
テイルズ オブ ザ ヒーローズ ツインブレイヴ（2012年2月23日発売）
シリーズキャラクター共演作品。クレスとチェスターがプレイヤーキャラクターとして登場。
テイルズ オブ ザ ワールド タクティクス ユニオン（2012年7月2日配信）、テイルズ オブ ザ ワールド レーヴ ユナイティア（2014年10月23日発売）
シリーズキャラクター共演作品。『タクティクス ユニオン』ではクレスがプレイヤーキャラクターとして、『レーヴ ユナイティア』ではさらにすずがプレイヤーキャラクター、ダオスが敵キャラクターとして登場。
テイルズ オブ エクシリア（2011年9月8日発売）
ミントの衣装がエリーゼのコスチュームとして、ダオスの衣装がミラのコスチュームとして登場。
テイルズ オブ エクシリア2（2012年11月1日発売）
クレスとミントが闘技場に登場。
テイルズ オブ ゼスティリア（2015年1月22日発売）
ミントの衣装がライラのコスチュームとして登場。
テイルズ オブ ベルセリア（2016年8月18日発売）
アーチェの衣装がマギルゥのコスチュームとして登場。
テイルズ オブ ザ レイズ（2017年2月28日配信）
シリーズキャラクター共演作品。クレス、ミント、チェスター、アーチェ、クラース、すず、ダオス、アミィ、エドワード、ルーングロムが登場。